# Stemmen uit het heelal
Stemmen uit het heelal (Amerikaanse titel: Hero’s way) is een sciencefictionroman geschreven door de Brit Robert Crane, pseudoniem van Bernard Glemser. Het origineel verscheen eerst onder de originele titel in de Verenigde Staten, waar de schrijver toen Brits afgevaardigde was. Stemmen uit het heelal is voor zover na te gaan het eerste sciencefictionboek dat verscheen in de Prisma-reeks van Het Spectrum. Het genre was toen nog niet gangbaar in Nederland, want op de achterkant van het boek wordt aangegeven wat men van dit genre mag verwachten. Glemser gebruikte zijn ervaringen tijdens de bombardementen op Londen uit de Tweede Wereldoorlog om de oorlogssituatie weer te geven, aldus de achterflap.

## Synopsis
Stemmen uit het heelal speelt zich af in 2020. De Aarde wordt geregeerd door InterCos, een soort Verenigde Naties, die in een glazen kantoor gevestigd is aan de Hudson. InterCos is onder meer bezig met een ruimtevaartprogramma om een kolonie te stichten op Mars. De afzonderlijke regeringen proberen daarbij elkaar de loef af te steken om zoveel mogelijk m² voor hun aandeel te winnen. De expeditie naar Mars wordt in de weg gezeten door radiosignalen die men meent van buiten het zonnestelsel waar te nemen. Een ernstig gehandicapt wetenschapper Mark Harrison probeert de signalen te ontcijferen, maar wat hij ook probeert hij krijgt dat niet voor elkaar. Het wordt pas dreigend als het ruimteschip van de Umptidi (althans de bedachte naam voor de ruimtereizigers) ineens binnen korte tijd 30 miljoen kilometers weet af te leggen. Marks broer Neil Harrison zit in de praatgroep, die een groet/reactie namens de bewoners van de Aarde moet overbrengen. Ook binnen dat comité wil het maar niet lukken. Men weet niet wat voor aliens men moet verwachten, wie zijn het, houdt de boodschap een groet of een dreigement in. Het blijkt uiteindelijk dat laatste zijn als de grote steden op Aarde worden beschoten en gebombardeerd door onbekend wapentuig. Zelfs over de overgave van de Aarde wordt men het niet eens. Moet om onze zwakheid te vertonen de Aarde nu juist geheel in het donker gehuld worden of hel in het licht gezet worden.
Op de achtergrond speelt de romance tussen Neil en Libby, de medewerkster van Mark. Deze beleeft haar hoogtepunt als Neil tussen het neerstortende glas lopend naar haar toe gaat.